# Јозеф Габчик
Јозеф Габчик (Рајецке Тјеплице, 8. април 1912 – Праг, 18. јун 1942) је био словачки војник у Чехословачкој армади, учесник операције Антропоид у којој је 1942. године убијен рајхпротектор Бохемије и Моравске, СС обергрупенфирер Рајнхард Хајдрих. Отац Фердинанд Габчик је био радник, путовао је на посао у САД и Аргентину, мајка је била Чешка Марија, рођена Беранкова.

## Биографија
Рођен је 1912. године у Рајецким Тјеплицама. Изучио је фармерски посао и ковачки занат, а једно време се бавио и сајџијским занатом. Војсци се придружио 1937. године, када је почео радити на војно хемијском погону у Жилини, а касније прелази у складиште гаса у Тренчину.

По окупацији Чехословачке 1939. године, извршио је једну саботажу у складишту и пребегао у Пољску, где се придружио тамошњим чехословачким војницима избеглим са истим мотивима. Пребачен је у Француску и укључен у Легију странаца. У пролеће 1940. године, борио се у бици за Француску. Након пада Француске, прелази у Велику Британију 12. јула 1940. године и тамо се ставља на располагање постојећим чехословачким снагама.
Падобраном се 1941. године са Јаном Кубишом спустио изнад Чехословачке, по задатку добијеном од Управе за специјалне операције и чехословачке владе у егзилу на челу са др Едвардом Бенешом, а то је да убију Рајнхарда Хајдриха, рајхпротектор Бохемије и Моравске.

### Одликовања
- Чехословачки ратни крст 1939. (Чехословачка)
- Ратни крст 1939–1945. (Француска);
- Орден белог лава првог реда (Чехословачка).